# Sandro Perković
Sandro Perković (Sisak, 15. travnja 1984.) hrvatski je nogometni trener, bivši nogometaš i bivši malonogometaš. Trenutačno je bez kluba. Kao igrač igrao je na poziciji veznog.

## Vanjske poveznice
- Profil, HNS Semafor
- Profil, Transfermarkt